# Schigebiet Koralpe
Das Schigebiet Koralpe ist ein Schigebiet auf der Kärntner Seite der Koralm. Die Stadt Wolfsberg führt eine gleichnamige Ortslage, obgleich das Schigebiet Teilweise in die Gemeinden Frantschach-St. Gertraud und St. Andrä im Lavanttal reicht.
Die untersten Teile des Schigebietes liegen auf ca. 1600 m ü. A.. Der höchste Punkt ist die Bergstation des Wasserhanggipfelliftes auf dem Steinschneider (2070 m ü. A.), rund einen Kilometer vom Großen Speik entfernt.
Es werden sechs Lifte und 15 einfache und mittelschwierige Pisten mit einer Gesamtlänge von 18 km betrieben, von denen der Großteil künstlich beschneit werden kann. Für Schifahrer wird auch das Koralm-Haus erschlossen, eine Kat. I-Hütte der ÖAV-Sektion Wolfsberg. Das Schigebiet ist Hausberg von Schiclubs aus Eitweg, Sankt Michael im Lavanttal und Wolfsberg.
Die Fortführung des relativ kleinen und niedrigen Schigebietes stand wiederholt in Frage. Nach einem Zerwürfnis zwischen dem ehemaligen Betreiber und der Grundbesitzerin, der IF Forst- und Gutsverwaltungs GmbH, die Ingrid Flick zugerechnet wird, sprang eine Gesellschaft regionaler Interessenten ein und einigte sich im Herbst 2023 mit der Besitzerin über die Fortführungsbedingungen für mehrere Jahre.

## Belege
1. ↑  Pisten & Lifte – Koralpe. In: koralpe-kaernten.at. Abgerufen am 20. April 2024.
2. ↑  Herzlich Willkommen – Koralpe – Kärnten. In: koralpe-kaernten.at. Abgerufen am 20. April 2024.
3. ↑  "Bräuchten noch 500 Betten": So geht es mit dem Skibetrieb auf der Koralpe weiter. In: kleinezeitung.at. Abgerufen am 20. April 2024.